# Altendorf (Švýcarsko)
Altendorf je obec ve švýcarském kantonu Schwyz. Žije zde přibližně 7 100 obyvatel.

## Geografie
Rozloha obce je 2085 hektarů, nejvyšší bod (Rinderweidhorn) leží v nadmořské výšce 1316 metrů a železniční stanice (dnešní zastávka) ve výšce 412 metrů nad mořem.
Obec sousedí na západě s obcemi Freienbach a Einsiedeln, na východě s obcemi Lachen a Galgenen a na jihu s Vorderthalem. Severní okraj obce lemuje Curyšské jezero.

## Historie

Letecký pohled (1953)

Rané osídlení v době římské lze předpokládat na základě vykopávek v blízkosti farního kostela (1960/61), kde se v naplavených vrstvách objevilo kromě keramických střepů z 1. až 3. století n. l. také pět římských mincí (z let 14 až 138 n. l.) a jedna galská mince (Sequani Billon ze 3. nebo 2. století př. n. l.), pocházející pravděpodobně z římského sídliště. Osídlení Alamanů je doloženo od 7./8. století.
Poprvé je vesnice zmíněna 14. srpna 972 jako Rahprehteswilare v listině císaře Oty II., v níž je potvrzen majetek kláštera Einsiedeln. Poté, co páni z Rapperswilu již počátkem 13. století přesunuli své sídlo na nový hrad na protějším břehu jezera, objevuje se ve 14. století pro odlišení obou obcí dodatek alt; nakonec se v roce 1449 poprvé nazývá ze dem Alten Dorf.
Oblast Altendorfu patřila nejprve k velké farnosti Ufenau. Jako samostatný farní kostel patřící pánům z Rapperswilu je doložen až v roce 1275. V roce 1520 se Lachen oddělil od farnosti Altendorf jako samostatná farnost.
Škola, která dříve sídlila v restauraci Schwanen, se v roce 1840 přestěhovala do vlastní školní budovy a od roku 1934 do 70. let 20. století zde byla také škola pro okolní obce. V oblasti Seestatt lemovaly poutní cestu do Einsiedelnu čtyři hostince ze 17.–19. století (Engel, Hecht, Krone, Adler).

## Obyvatelstvo
| Vývoj počtu obyvatel | Vývoj počtu obyvatel | Vývoj počtu obyvatel | Vývoj počtu obyvatel | Vývoj počtu obyvatel | Vývoj počtu obyvatel | Vývoj počtu obyvatel | Vývoj počtu obyvatel | Vývoj počtu obyvatel | Vývoj počtu obyvatel |
| -------------------- | -------------------- | -------------------- | -------------------- | -------------------- | -------------------- | -------------------- | -------------------- | -------------------- | -------------------- |
| Rok                  | 1743                 | 1850                 | 1900                 | 1950                 | 1970                 | 1980                 | 1990                 | 2000                 | 2005                 |
| Počet obyvatel       | 745                  | 1403                 | 1279                 | 2079                 | 2348                 | 3000                 | 3671                 | 4571                 | 5392                 |

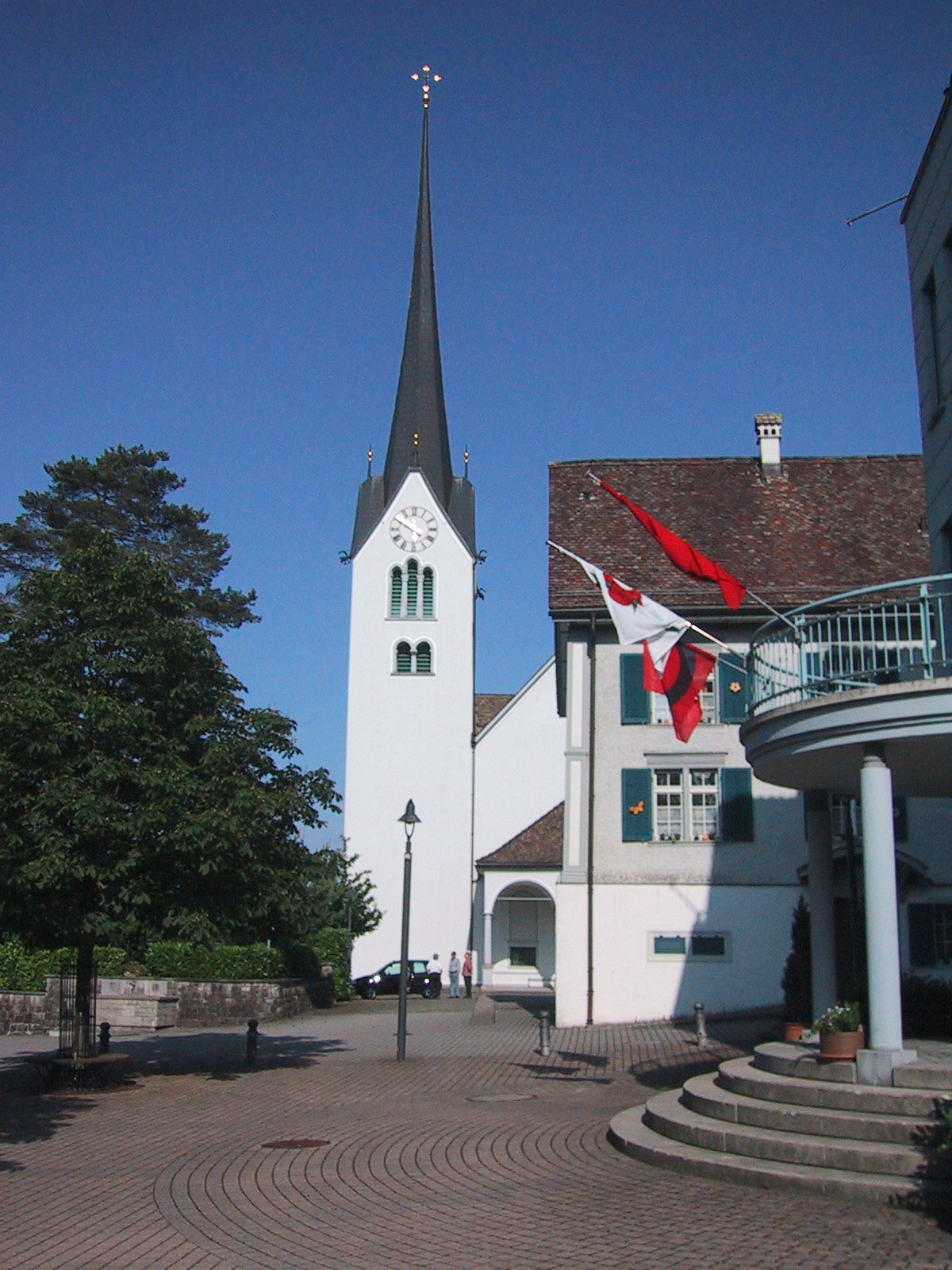
Kostel

Většina obyvatel (k roku 2000) hovoří německy (91,1 %), druhá nejčastější je italština (1,4 %) a třetí albánština (1,3 %).

## Hospodářství a doprava

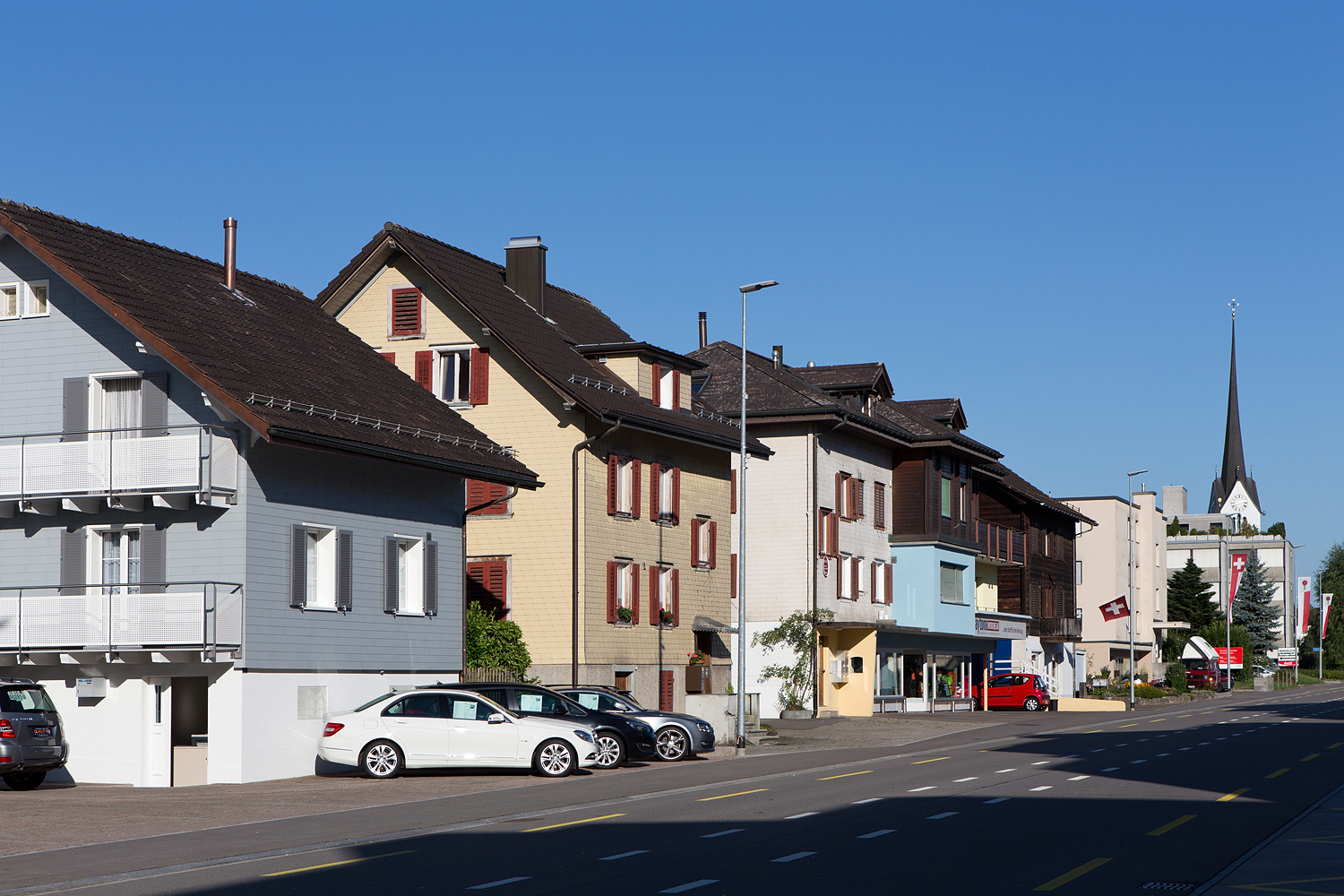
Centrum obce

Poté, co byla vesnice tradičně venkovská, nastoupila v roce 1950 industrializace. Postupně se v Altendorfu usídlily podniky stavebního, dopravního a polygrafického průmyslu, lodního, kovozpracujícího, dřevařského, automobilového a strojírenského průmyslu a výrobci barev a laků. Etzelwerk AG je také držitelem licence na dodávku elektrické energie pro kanton Schwyz. Vlastní vedení Švýcarských spolkových drah (SBB) přivádí trakční proud do Gossau, Ziegelbrücke a Sargans.
Další vliv na rozvoj Altendorfu mělo otevření dálnice A3 v listopadu 1973. Další významnou událostí byla výstavba domova důchodců Engelhof, který byl otevřen v roce 1983 a od té doby je neustále přizpůsobován rostoucím potřebám. S účinností od 1. ledna 2001 byl domov důchodců přeměněn na nadaci. Od roku 1994 je Altendorf sídlem Švýcarského a evropského obchodního centra Uzbecké republiky. 
V roce 1991 byla zavedena autobusová linka mezi Reichenburgem a Pfäffikonem, která obsluhuje také Altendorf. Koncesionářem je společnost Postauto.
V roce 1989 bylo dokončeno nové centrum obce, v jehož jedné části sídlí administrativa a ve druhé křídlo pro místní spolky. Dne 21. srpna 1993 byla slavnostně otevřena obecní hala a v roce 1998 víceúčelová hala.